# Ephedra pentandra
Ephedra pentandra — вид гнетоподібних з родини ефедрових (Ephedraceae). Місцем проживання цього виду є Іран.